# Gábor Ősz
Dans le nom hongrois Ősz Gábor, le nom de famille précède le prénom, mais cet article utilise l’ordre habituel en français Gábor Ősz, où le prénom précède le nom.
Gábor Ősz est un photographe hongrois et néerlandais né en 1962 à Dunaújváros en Hongrie vivant à Haarlem aux Pays-Bas.

## Monographies
- 2006 - Camera Architectura, Monografik éditions, 120 pages,  (ISBN 2-916545-05-0)
- 2000 - The Liquid Horizon, 47 pages, 21 x 24,5 cm,  (ISBN 3-932187-15-6)
- 2000 - Die Meereslandschaften des Atlantikwalls, 7 pages, 24 x 17 cm,  (ISBN 3-930636-42-5)
- 1998 - Wall Monochrome, Fulop Gyula, 34 pages, 25 x 21 cm,  (ISBN 963 7390 82 0)
- 1998 - Tautologies (Projections), City Council, Lisbon & Stichting Fonds voor de beeldende, 22 pages, 21 x 25 cm,  (ISBN 90-804390-1-0)
- 1998 - Kunsten, Amsterdam
- 1995 - Associations

## Ouvrages collectifs
- 2009, Text(e)s, Éditions Loevenbruck, Paris, français-anglais, 496 pages, 61 auteurs  (ISBN 978-2-916636-03-0).

## Collections publiques
- Fonds national d'art contemporain
- Fondation Louis-Vuitton pour la création
- FOAM-Fotografiemuseum, Amsterdam, Pays-Bas
- Musée municipal de La Roche-sur-Yon, France
- National History Museum[1], Arnhem, Pays-Bas
- Stedelijk Museum, Amsterdam, Pays-Bas
- Frac Franche-Comté, France
- Musée municipal de La Haye, Pays-Bas
- Ludwig Museum of Contemporary Art[2], Budapest, Hongrie
- Modern Múzeum, Pécs, Hongrie
- Museum Schloss Moyland, Allemagne
- Achmea Kunstcollectie, Pays-Bas
- Rabo Bank Collection, Pays-Bas